# Staurøysundholmen
Staurøysundholmen est une île dans le landskap Sunnhordland du comté de Vestland. Elle appartient administrativement à Masfjorden.

## Géographie
Rocheuse et couverte d'arbres, à fleur d'eau, elle s'étend sur environ 56 m de longueur pour une largeur approximative maximale de 44 m. 